# Руново (Тверская область)
Руново — деревня в Торопецком районе Тверской области. Входит в Плоскошское сельское поселение.

## История
За время Великой Отечественной войны число погибших жителей деревни составило 10 человек.
В 1945 году в Рунове имелось 39 хозяйств и проживало 119 человек. 

## География
Расположена примерно в 1 километре к северо-востоку от села Плоскошь на реке Серёжа.

## Население
| 2010 |
| ---- |
| 10   |